# 幻想小曲集作品73 (シューマン)
幻想小曲集（げんそうしょうきょくしゅう、独：Fantasiestücke ）作品73は、ロベルト・シューマンが作曲したクラリネットとピアノのための室内楽曲である。

## 概要
1849年にシューマンが作曲した独奏楽器のための一連の作品（他にはアダージョとアレグロOp.70などがある）に属する。2月12日から13日にかけての短期間に作曲され、後にドレスデン宮廷楽団の首席奏者となるヨハン・コッテ (Johann Kotte) のクラリネット、クララ・シューマンのピアノで私的に初演された。確認できる公開初演は1850年1月14日に行われている。
自筆譜では「夕べの小品集」 ("Soileestücke") と題されており、出版の際に現行の題名となった。出版に際して若干の変更が加えられたほか、おそらく曲の幅広い普及のためにヴァイオリンやチェロのための編曲譜も付された。現在、これらの楽器で演奏される場合も多い。
曲は比較的短い3つの小品から成り、それぞれ異なる性格を持つ。その一方で、各曲には三連符のリズムや動機の連関が存在し、また指定のテンポが徐々に加速していくように設計されているなど、全曲の統一も図られている。

## 構成
以下の3曲から構成され、各曲は間を置かずに演奏するように指示されている。演奏時間は約10分。
1. Zart und mit Ausdruck 「静かに、感情を込めて」
イ短調、4/4拍子。静かでゆっくりとした主題が、3連符を奏でるピアノの上で揺られる。主調はイ短調だがたびたびヘ長調が顔を覗かせ、2つの調が複雑に絡み合いながらイ長調の終止に向かう。
2. Lebhaft, leicht 「活発に、軽やかに」
イ長調、4/4拍子。1曲目のピアノパートに暗示されていた主題が軽やかに奏される。中間部はヘ長調で、半音階のスケールをモチーフとする。
3. Rasch und mit Feuer 「急速に、燃えるように」
イ長調、4/4拍子。指示の通り、炎のような勢いのある終曲。勢いよく上昇するモチーフが度々現れ、たたみかけるように曲が進行していく。やがて1曲目、2曲目のものを含む過去のモチーフが絡み合い、華やかなフィナーレへと向かっていく。